# Sovjetiska författarunionen
Sovjetiska författarunionen (ryska: Союз писателей СССР, romaniserat: Soyuz pisatelei SSSR) var ett förbund för professionella författare i Sovjetunionen som existerade 1934-1991.

## Historia
Förbundet bildades vid 1934 års författarkongress i Moskva, som även bevistades av internationella gäster.  och Från Norge deltog Nordahl Grieg och Inger Hagerup, från Danmark Martin Andersen Nexø, och från Sverige bland andra Harry och Moa Martinson. Grundandet skedde på initiativ av Kommunistpartiets centralkommitté efter att ett antal författarorganisationer upplösts: RAPP, Proletkult, VOAPP och musikerorganisationen RAPM.
Författarunionens mål och mening var att uppnå parti- och statskontroll över litteraturen. Medlemskap blev obligatoriskt för professionella författare, medan icke-medlemmar hade avsevärt mer begränsade möjligheter till publicering. Därför innebar en uteslutning ur unionen i princip ett publiceringsförbud. Trots detta såg unionens historia fall av frivillig självuteslutning ur dess kader. Exempelvis lämnade Vasilij Aksenov, Semjon Lipkin och Inna Lisnianskaja författarunionen i en uppvisning av solidaritet efter att Viktor Jerofejev och Jevgenij Popov uteslutits som straff för självpublicering i samband med den så kallade Metropolskandalen 1979.
Efter Sovjetunionens upplösning 1991 delades författarunionen upp i separata organisationer för var och en av de postsovjetiska staterna.

## Ordförande
- Maksim Gorkij (1934-1936)
- Vladimir Stavskij (1936-1938)
- Alexander Fadejev (1938-1944) och (1946-1954)
- Nikolai Tikhonov (1944-1946)
- Alexej Surkov (1954-1959)
- Konstantin Fedin (1959-1977)
- Georgi Markov (1977-1986)
- Vladimir Karpov (1986-1991)